# Kirkpatrick (Oregon)
Kirkpatrick – jednostka osadnicza w Stanach Zjednoczonych, w stanie Oregon, w hrabstwie Umatilla.